# مارتن بتروف
مارتن بيتيوف بتروف (بالبلغارية: Мартин Петров) من مواليد 15 يناير 1979 في فراتسا في بلغاريا، لاعب كرة قدم بلغاري.
بدأ مسيرته الكروية مع نادي سيسكا صوفيا في عام 1996، ولعب معهم حتى سنة 1998، وشارك معهم في 19 مباراة وسجل 3 أهداف، وفي سنة 1998 انتقل إلى نادي سيرفيتي، ولعب معهم حتى عام 2001، وشارك معهم في 61 مباراة وسجل 20 هدف، وفي عام 2001 انتقل إلى نادي فولفسبورغ الألماني، ولعب معهم حتى سنة 2005، وشارك معهم في 116 مباراة وسجل 28 هدف، وفي سنة 2005انتقل للعب مع نادي أتلتيكو مدريد الإسباني. في موسم 2007/08 وحتى الآن، يلعب بيتروف في صفوف نادي مانشستر سيتي الإنجليزي ولعب معهم 59 مباراة وسجل 9 اهداف وفي عام 2010 انتقل إلى نادي بولتون واندررز الإنجليزي.
و قد بدأ باللعب مع منتخب بلغاريا لكرة القدم في سنة 1999.

## المسيرة الاحترافية

### أندية لعب لها
- سسكا صوفيا
- نادي سيرفيت
- نادي فولفسبورغ
- أتلتيكو مدريد
- مانشستر سيتي
- بولتون واندررز
- إسبانيول
- سسكا صوفيا

## روابط خارجية
- مارتن بتروف على موقع الاتحاد الدولي (مؤرشف)  (الإنجليزية)
- مارتن بتروف على موقع الاتحاد الأوربي (الإنجليزية)
- مارتن بتروف على موقع قاعدة بيانات كرة القدم.إي يو (الإنجليزية)
- مارتن بتروف على موقع بيانات كرة القدم. دي إي (الألمانية)
- مارتن بتروف على موقع ناشيونال فوتبول تيمز (الإنجليزية)
- مارتن بتروف على موقع Soccerbase.com (لاعب) (الإنجليزية)
- مارتن بتروف على موقع Soccerway.com (الإنجليزية)
- مارتن بتروف على موقع عالم كرة القدم.نت (الإنجليزية)
- مارتن بتروف على موقع AS.com (الإسبانية)